# Walter Guernsey Reynolds
Walter Guernsey Reynolds (* 6. Januar 1873 in Tioga/Pennsylvania; † 27. Januar 1953 in
Seattle/Washington) war ein US-amerikanischer Organist und Komponist.
Reynolds studierte am Mansfield State Normal Conservatory of Music und nahm privaten Orgelunterricht bei Alexandre Guilmant. Er wirkte als Organist in Seattle. 1909 veröffentlichte er im New Yorker Musikverlag G. Schirmer 10 Offertories on American Hymn-tunes
für Orgel, die er seinem Lehrer Guilmant widmete.